# Балка Безводна
Балка Безводна — ботанічний заказник місцевого значення. Об'єкт розташований на території Більмацького району Запорізької області, біля села Білоцерковка.
Площа — 10 га, статус отриманий у 1980 році. Статус надано з метою збереження місць зростання лікарських рослин. Охороняється цілинна степова балка, де зростають звіробій, цмин, підбіл звичайний, грицики, полин, ромашка, шипшина.